# Sonic the Hedgehog CD
Sonic the Hedgehog CD (w skrócie Sonic CD) – gra platformowa z cyklu Sonic the Hedgehog wydana 19 listopada 1993, będącą pierwszą z serii zapisaną na nośniku CD-ROM. W tymże tytule zadebiutowała Amy Rose oraz Metal Sonic.
Była to najlepiej sprzedająca się gra na Sega CD – akcesorium do konsoli Mega Drive.